# カール・ウィックランド
カール・オーガスト・ウィックランド博士（Carl August Wickland,1861年2月14日 - 1945年11月13日）は、スウェーデン生まれの米国精神科医。妻アンナを霊媒とし、霊界の医療団（Mercy Band マーシーバンド）とともに精神病の治療を行った。
ヴェステルノールランド県リーデン生まれ。青年期まで父から家具職人と時計職人の技術を学んだ後、1881年に渡米。1896年にはアンナ・W.・アンダーソンと結婚してシカゴに移住、ダラム医科大学で精神医学を専攻して1900年に卒業した。1909-18年には国立シカゴ精神病学会の会長を務め、その後ロサンジェルスに移住し、国立精神病学会の研究機関で精神科医として働いた。
ウィックランド博士が心霊現象に興味を持つようになったきっかけは患者だった。
心霊現象を調べるため交霊会に出席するうちに、妻のアンナに優れた霊媒能力があることがわかり、やがて妻を通して、霊界の医療団から治療に協力するよう要請を受ける。人間に憑依した霊は混乱した精神状態にあり、感覚的にも地上人に近く、霊界の医療団を見たり声を聞いたりできず、治療を受けることもできない。そのため、一度博士の妻の体を借りて霊を説得する必要があるという。
治療ではまずアンナが霊の憑依を確認し、博士たちが患者に軽い電気ショックを与えて、憑依している霊をアンナに乗り移らせた。次に博士が霊に状況を説明し、自分の肉体の死を認めるようにもっていった。
次に、霊の生前の様子を聞いて問題点をはっきりさせ、それを乗り越えて霊界に行くよう説得する。
霊が納得して霊界に向かう気が起きると、霊界の医療団の協力で家族が迎えに来たり、霊が自ら離れて行ったりして「除霊」が完了する。
治療が終了し霊が離れると、患者は生来の人格を取り戻した。患者によっては多数の霊が憑依しているため、数回にわたる治療が行われた。
また、どうしても説得に応じない霊は、霊界の医療団が隔離し、特別に治療したという。狂信的な宗教者に間違った信仰を教え込まれた者や、わがまま一杯に育った青年、麻薬中毒患者などの例が挙げられている。

## ウィックランド博士の著作
- 1924　Thirty Years Among the Dead （邦題：迷える霊＜スピリット＞との対話-スピリチュアル・カウンセリングによる精神病治療の30年／近藤千雄訳、ハート出版　2003年）

サイトharvestfields.caに原文あり
- 1934　The Gateway of Understanding

サイトharvestfields.caに原文あり